# Vàng da
Vàng da hay hoàng đản (một từ Hán-Việt có gốc từ 黄疸) là tình trạng nhiễm sắc tố vàng ở mô da, niêm và củng mạc mắt do tăng Bilirubin toàn phần trong máu trên 17 mmol/l.

## Tổng quan
Chẩn đoán hoàng đản thường dễ nhưng phải chẩn đoán được nguyên nhân là do bệnh lý của gan hay của hệ thống đường mật, vì thái độ xử trí có khác nhau: phần lớn hoàng đản do gan phải điều trị nội khoa, trái lại phần lớn hoàng đản do hệ thống dẫn mật phải điều trị ngoại khoa. Các phương pháp thăm dò gan mật càng ngày càng tiến bộ, có những phát minh mới giúp cho sự chẩn đoán nguyên nhân hoàng đản được chắc chắn hơn, nhất là trong những trường hợp khó khăn mà chẩn đoán lâm sàng không thể làm được. Trái lại trong những trường hợp điển hình, bằng lâm sàng đơn thuần, vận dụng đúng đắn một số quy luật kinh điển về chẩn đoán hoàng đản, chúng ta cẫn có thể chẩn đoán được đúng nguyên nhân hoàng đản.

## Triệu chứng
- Vàng da: Xuất hiện những u, mảng vàng trên da, đặc biệt là trên lòng bàn tay và lòng bàn chân. Nhưng không phải của màng cứng và màng nhầy (tức là khoang miệng) là do carotenemia-một điều kiện vô hại quan trọng để phân biệt với vàng da. Những thứ khác có thể gây ra sự đổi màu tương tự, nhưng không giới hạn, như tác dụng phụ của việc sử dụng ma túy mepacrine hoặc tiếp xúc quá nhiều với phenol
- Vàng niêm mạc: ở dưới lưỡi.
- Vàng mắt: Kết mạc của mắt là một trong những mô đầu tiên để thay đổi màu sắc khi nồng độ bilirubin tăng trong vàng da. Điều này đôi khi được gọi là vàng da scleral. Tuy nhiên, các màng cứng mình không phải là "vàng da" (nhuộm bằng mật sắc tố) nhưng thay màng kết mạc mà che cho họ. Màu vàng của "màu trắng của mắt" vì thế được gọi đúng hơn vàng da kết mạc. Thuật ngữ "vàng da" tự nó được sử dụng không đúng đôi khi để chỉ vàng da được ghi nhận trong củng mạc của mắt, tuy nhiên ý nghĩa phổ biến hơn và chính xác hơn của nó là hoàn toàn đồng nghĩa với vàng da.
- Ngứa da
- Ngủ gật
- Chán ăn
- Gan lớn
- Túi mật lớn
- Suy tế bào gan
- Phân bạc màu, phân lỏng, sống phân

## Biến chứng
Tăng bilirubin máu, tăng bilirubin máu chính xác hơn do phần unconjugated, có thể gây ra bilirubin tích tụ trong chất xám của hệ thống thần kinh trung ương, có khả năng gây tổn thương thần kinh không hồi phục dẫn đến một tình trạng gọi là kernicterus. Tùy thuộc vào mức độ tiếp xúc, các tác động đó không đáng kể về mặt lâm sàng đến tổn thương não nghiêm trọng và thậm chí tử vong. Trẻ sơ sinh đặc biệt dễ bị tổn thương thần kinh tăng bilirubin máu gây ra và do đó phải được theo dõi cẩn thận những thay đổi trong mức độ bilirubin huyết thanh của họ

## Cơ chế
- Do tăng sản xuất Bilirubin gây ra do bệnh máu, ví dụ huyết tán hoặc do rối loạn hồng cầu.
- Do rối loạn thải trừ Bilirubin gây ra do bệnh Gilbert hoặc do thiếu thải trừ, dẫn đến ư mật

## Phân loại
- Phân loại theo gan:

-Vàng da trước gan do huyết tán.
- Vàng da tại gan do virut viêm gan.
- Vàng da sau gan do sỏi mật chủ. Vàng da sau gan, cũng được gọi là vàng da tắc mật, được gây ra bởi một sự gián đoạn cho các hệ thống thoát nước của mật chứa bilirubin liên hợp trong hệ thống mật. Các nguyên nhân thường gặp nhất là sỏi mật trong ống mật chủ, và ung thư tuyến tụy ở đầu tụy. Ngoài ra, một nhóm các ký sinh trùng gọi là "sán" có thể sống trong ống mật chủ, gây vàng da tắc nghẽn. Các nguyên nhân khác bao gồm hẹp của ống mật chủ, hẹp đường mật, ung thư đường mật, viêm tụy, ứ mật thai kỳ, và pseudocysts tụy. Một nguyên nhân hiếm gặp của bệnh vàng da tắc nghẽn là hội chứng Mirizzi của. [Cần dẫn nguồn]
- Phân loại theo bilirubin máu:

- Vàng da do tăng bilirubin trực tiếp gặp trong sỏi mật, viêm gan
- Vàng da do tăng bilirubin gặp trong huyết tán